# Logi
Logi o Loge (en nórdico antiguo: "fuego") es un jotun (gigante) en la mitología nórdica, una deidad y personificación del fuego. Logi es hijo de Fornjót, por lo tanto hermano de Ægir (dios del mar) y Kári (dios del viento). En la Þorsteins saga Víkingssonar, cap. 1, se menciona un rey Logi o Hálogi, que reinaba sobre las tierras septentrionales de Noruega, casado con Glóð con quien tuvo dos hijas muy hermosas, Eisa y Eimyrja. Eimyrja casó con un guerrero vikingo llamado Vífil y tuvieron un hijo llamado Vikingo, protagonista de Þorsteins saga Víkingssonar.
Logi ha sido a veces confundido con Loki, otra deidad nórdica.

## Þorsteins saga Víkingssonar
Hálogi según Þorsteins saga Víkingssonar es el primer rey que tuvo Hålogaland, Noruega a principios del siglo X y a quien la región le debe su nombre. Al principio se llamaba Logi, era descendiente de jotuns, más grande y fuerte que cualquier otro ser humano y por ello fue apodado Hálogi (gran Logi). 
Hálogi casó con Glöd (Glǫð), hija de Grím (Grímr) de Grímsgard (Grímsgarðr) en Jotunheim, un lugar en el extremo norte. La madre de Glöd era Alvör, hermana del rey Alf el Viejo ('Álfr hinn gamli') de Alvheim. De su unión nacieron dos hijas, Eisa y Eimyrja, las más hermosas mujeres del reino.
Dos jarls de Hálogi llamados Véseti y Vífil (Vífill) solicitaron la mano de las hijas del rey pero fueron rechazados y entonces raptaron y se fugaron con las princesas. Véseti se asentó con Eisa en la isla de  Borgundarhólm donde tuvieron éxito y descendencia, dos hijos Búi y Sigurd Kappe (Sigurðr Kápa). Vífil escapó lejos al este, a otra isla llamada Vífilsey (la isla de Vífil) donde Eimyrja tuvo un hijo llamado Víkingo (Víkingr) quien a su vez sería padre de Thorstein (Þorsteinn), héroe de la saga.

## Gylfaginning
Logi aparece con su propio nombre en Gylfaginning (Edda prosaica) de Snorri Sturluson en el relato del viaje de Thor y Loki hacia el Castillo del gigante Útgarða-Loki en Jötunheimr donde Loki compitió contra Logi en un reto de comida. Ambos parecían igualados comiendo carne hasta los huesos, pero Logi también consumió los huesos y hasta el travesaño de madera que sustentaba la carne sobre el fuego. Útgarða-Loki explicó más tarde que él mismo era realmente el fuego devorador.

## Flateyjarbók
En Flateyjarbók, se menciona a la familia de Logi que tenían poderes sobre las fuerzas de la Naturaleza.
Hubo un hombre llamado Fornjót, que tuvo tres hijos: Hlér, otro Logi, y el tercero Kári que gobernó sobre los vientos, pero Logi sobre el fuego y Hlér sobre los mares.

## Jordanes
La leyenda se funde con la historicidad de la tribu de los hálogi (también llamados Adogit, posiblemente una forma primitiva del mismo nombre) que Jordanes mencionó en su obra Getica. Los hálogi compartían el territorio de Hålogaland con otras tribus como los screrefennae que se identifica con los sami, un grupo cazador fino-ugro.